# Agabus pisobius
Agabus pisobius är en skalbaggsart som beskrevs av John Henry Leech 1949. Agabus pisobius ingår i släktet Agabus och familjen dykare. Inga underarter finns listade i Catalogue of Life.